# Toni Ulmen
Anton "Toni" Ulmen (Düsseldorf, Njemačka, 6. siječnja 1906. – Düsseldorf, Njemačka, 4. studenog 1976.) je bio njemački vozač automobilističkih i motociklističkih utrka.
Trkačku karijeru započeo je u motociklizmu 1925. godine vozeći 250 ccm Velocette. Godine 1927. pobijedio je u uvodnoj utrci Nürburgringa na Velocetteu od 350 ccm, a dvije godine kasnije pobijedio je u istoj lasi na Eilenriedeu, trkalištu u blizini Hannovera. Od 1949. do 1952. godine bio je četiri puta prvak u raznim njemačkim automobilističkim kategorijama. U Formuli 1 je nastupio na dvije utrke 1952., no nije uspio osvojiti bodove.

## Vanjske poveznice
- Toni Ulmen - Stats F1